# English Football League Trophy 2022-2023
L'English Football League Trophy 2022-2023, noto anche come Papa John's Trophy 2022-2023 per motivi di sponsorizzazione, è stata la 42ª edizione della English Football League Trophy, a cui hanno preso parte le squadre della Football League One, della Football League Two e alcune formazioni Under-21 delle squadre militanti in Premier League. Il Bolton ha conquistato il trofeo per la seconda volta.

## Squadre partecipanti
- Quarantotto club di EFL One e EFL Two.
- Sedici squadre della Category One Academy, ovvero le formazioni Under-21 aderenti al programma di sviluppo giovanile (EPPP) avviato dalla Premier League.
- I club esclusi verranno automaticamente eliminati dal torneo.
- Le squadre giovanili della Category One Academy retrocesse in EFL One perderanno la possibilità di essere rappresentate nel seguente torneo.

| League One | League Two | U-21 |
| --- | --- | --- |
| - Accrington Stanley - Barnsley - Bolton - Bristol Rovers - Burton Albion - Cambridge Utd - Charlton - Cheltenham Town - Derby County - Exeter City - Fleetwood Town - Forest Green - Ipswich Town - Lincoln City - MK Dons - Morecambe - Oxford Utd - Peterborough Utd - Plymouth - Port Vale - Portsmouth - Sheffield Weds - Shrewsbury Town - Wycombe | - AFC Wimbledon - Barrow - Bradford City - Carlisle Utd - Colchester Utd - Crewe Alexandra - Crawley Town - Doncaster - Gillingham - Grimsby Town - Harrogate Town - Hartlepool Utd - Leyton Orient - Mansfield Town - Newport County - Northampton Town - Rochdale - Salford City - Stevenage - Stockport County - Sutton Utd - Swindon Town - Tranmere - Walsall | - Arsenal U-21 - Aston Villa U-21 - Brighton & Hove U-21 - Chelsea U-21 - Crystal Palace U-21 - Everton U-21 - Leeds U-21 - Leicester City U-21 - Liverpool U-21 - Manchester City U-21 - Manchester United U-21 - Newcastle U-21 - Southampton U-21 - Tottenham U-21 - West Ham U-21 - Wolverhampton U-21 |

## Requisiti di idoneità per i giocatori
Per i club EFL
I giocatori dei clb di EFL devono rispettare alcuni requisiti:
- Minimo quattro giocatori esterni qualificati nella formazione titolare. Un giocatore esterno qualificato è un giocatore che soddisfa uno dei seguenti requisiti:
  - Qualsiasi giocatore che ha iniziato la partita precedente o successiva in Prima Squadra.
  - Qualsiasi giocatore che sia tra i primi 10 giocatori del club che ha collezionato il maggior numero di presenze da titolare in campionato e coppe nazionali in questa stagione.
  - Qualsiasi giocatore con quaranta o più presenze da titolare in Prima Squadra nella propria carriera, comprese le partite internazionali.
  - Qualsiasi giocatore in prestito da un club della Premier League o da qualsiasi club dell'EFL Category One Academy.
- Un club può far giocare qualsiasi portiere idoneo alla competizione.
- Qualsiasi giocatore in prestito a lungo termine in una squadra della National League, National League North o National League South può giocare purché la squadra in cui si trova in prestito acconsenta al giocatore di tornare per la partita.

Per le formazioni Under-21
Le formazioni Under-21 che sono state invitate a partecipare devono rispettare alcuni requisiti:
- Minimo sei giocatori della formazione titolare di età inferiore ai 21 anni al 30 giugno 2022.
- Massimo due giocatori sulla distinta della squadra che hanno più di 21 anni e hanno anche collezionato quaranta o più presenze in prima squadra.

## Regolamento
Fase a gironi
- Sedici gironi da quattro squadre, organizzati su base regionale (Nord e Sud).
- Tutti i gruppi includono una formazione Under-21.
- Tutti i club si affrontano una volta, in casa o fuori casa (le formazioni Under-21 giocano tutte le partite del girone fuori casa).
- Ai club vengono assegnati tre punti per la vittoria e un punto per il pareggio.
- In caso di pareggio (al termine dei 90 minuti), si va ai calci di rigore con la squadra vincitrice che guadagna un punto aggiuntivo.
- I club esclusi dall'EFL vengono eliminati automaticamente dal torneo.
- Le prime due squadre di ogni girone si qualificano alla fase a eliminazione diretta.

Fase a eliminazione diretta
- Il Secondo turno ed il Terzo turno della competizione vengono sorteggiati su base regionale (Nord e Sud).
- Nel Secondo turno, le vincitrici dei gironi sono teste di serie.
- Nel Secondo turno, le squadre che hanno giocato nello stesso girone, non si possono incontrare.[2]

## Fase a gironi
Legenda: Pti=punti; G=partite giocate; V=partite vinte; NV=partite vinte ai rigori dopo un pareggio;
NP=partite perse ai rigori dopo un pareggio;
P=partite perse; GF=gol fatti; GS=gol subiti; DR=differenza reti

### Sezione Nord
Gruppo A
| Squadra        | Pti | G | V | NV | NP | P | GF | GS | DR |
| -------------- | --- | - | - | -- | -- | - | -- | -- | -- |
| Everton U-21   | 6   | 3 | 1 | 1  | 1  | 0 | 10 | 4  | +6 |
| Morecambe      | 4   | 3 | 0 | 2  | 0  | 1 | 4  | 5  | -1 |
| Harrogate Town | 4   | 3 | 1 | 0  | 1  | 1 | 3  | 4  | -1 |
| Hartlepool Utd | 4   | 3 | 1 | 0  | 1  | 1 | 2  | 6  | -4 |

Gruppo B
| Squadra         | Pti | G | V | NV | NP | P | GF | GS | DR |
| --------------- | --- | - | - | -- | -- | - | -- | -- | -- |
| Bolton          | 7   | 3 | 2 | 0  | 1  | 0 | 9  | 3  | +6 |
| Tranmere        | 5   | 3 | 1 | 1  | 0  | 1 | 6  | 7  | -1 |
| Leeds U-21      | 4   | 3 | 1 | 0  | 1  | 1 | 5  | 6  | -1 |
| Crewe Alexandra | 2   | 3 | 0 | 1  | 0  | 2 | 1  | 5  | -4 |

Gruppo C
| Squadra            | Pti | G | V | NV | NP | P | GF | GS | DR |
| ------------------ | --- | - | - | -- | -- | - | -- | -- | -- |
| Port Vale          | 9   | 3 | 3 | 0  | 0  | 0 | 7  | 0  | +7 |
| Wolverhampton U-21 | 6   | 3 | 2 | 0  | 0  | 1 | 4  | 4  | 0  |
| Stockport County   | 3   | 3 | 1 | 0  | 0  | 2 | 2  | 3  | -1 |
| Shrewsbury Town    | 0   | 3 | 0 | 0  | 0  | 3 | 1  | 7  | -6 |

Gruppo D
| Squadra            | Pti | G | V | NV | NP | P | GF | GS | DR |
| ------------------ | --- | - | - | -- | -- | - | -- | -- | -- |
| Salford City       | 7   | 3 | 1 | 2  | 0  | 0 | 4  | 3  | +1 |
| Accrington Stanley | 6   | 3 | 1 | 1  | 1  | 0 | 6  | 5  | +1 |
| Rochdale           | 5   | 3 | 1 | 0  | 2  | 0 | 6  | 5  | +1 |
| Liverpool U-21     | 0   | 3 | 0 | 0  | 0  | 3 | 3  | 6  | -3 |

Gruppo E
| Squadra        | Pti | G | V | NV | NP | P | GF | GS | DR |
| -------------- | --- | - | - | -- | -- | - | -- | -- | -- |
| Lincoln City   | 6   | 3 | 2 | 0  | 0  | 1 | 6  | 2  | +4 |
| Barnsley       | 6   | 3 | 2 | 0  | 0  | 1 | 6  | 5  | +1 |
| Doncaster      | 5   | 3 | 1 | 1  | 0  | 1 | 4  | 5  | -1 |
| Newcastle U-21 | 1   | 3 | 0 | 0  | 1  | 2 | 0  | 4  | -4 |

Gruppo F
| Squadra              | Pti | G | V | NV | NP | P | GF | GS | DR |
| -------------------- | --- | - | - | -- | -- | - | -- | -- | -- |
| Mansfield Town       | 5   | 3 | 1 | 1  | 0  | 1 | 4  | 5  | -1 |
| Derby County         | 4   | 3 | 1 | 0  | 1  | 1 | 5  | 5  | 0  |
| Manchester City U-21 | 3   | 2 | 1 | 0  | 0  | 1 | 5  | 4  | +1 |
| Grimsby Town         | 3   | 2 | 1 | 0  | 0  | 1 | 3  | 3  | 0  |

Gruppo G
| Squadra                | Pti | G | V | NV | NP | P | GF | GS | DR |
| ---------------------- | --- | - | - | -- | -- | - | -- | -- | -- |
| Manchester United U-21 | 7   | 3 | 2 | 0  | 1  | 0 | 6  | 4  | +2 |
| Barrow                 | 5   | 3 | 1 | 1  | 0  | 1 | 4  | 3  | +1 |
| Fleetwood Town         | 4   | 3 | 0 | 1  | 2  | 0 | 4  | 4  | 0  |
| Carlisle Utd           | 2   | 3 | 0 | 1  | 0  | 2 | 2  | 5  | -3 |

Gruppo H
| Squadra             | Pti | G | V | NV | NP | P | GF | GS | DR |
| ------------------- | --- | - | - | -- | -- | - | -- | -- | -- |
| Burton Albion       | 9   | 3 | 3 | 0  | 0  | 0 | 11 | 4  | +7 |
| Bradford City       | 4   | 3 | 1 | 0  | 1  | 1 | 5  | 7  | -2 |
| Sheffield Weds      | 3   | 3 | 1 | 0  | 0  | 2 | 5  | 6  | -1 |
| Leicester City U-21 | 2   | 3 | 0 | 1  | 0  | 2 | 4  | 8  | -4 |

### Sezione Sud
Gruppo A
| Squadra              | Pti | G | V | NV | NP | P | GF | GS | DR |
| -------------------- | --- | - | - | -- | -- | - | -- | -- | -- |
| Colchester Utd       | 7   | 3 | 2 | 0  | 1  | 0 | 5  | 3  | +2 |
| Charlton             | 6   | 3 | 2 | 0  | 0  | 1 | 6  | 3  | +3 |
| Gillingham           | 5   | 3 | 1 | 1  | 0  | 1 | 4  | 6  | -2 |
| Brighton & Hove U-21 | 0   | 3 | 0 | 0  | 0  | 3 | 4  | 7  | -3 |

Gruppo B
| Squadra          | Pti | G | V | NV | NP | P | GF | GS | DR |
| ---------------- | --- | - | - | -- | -- | - | -- | -- | -- |
| AFC Wimbledon    | 7   | 3 | 2 | 0  | 1  | 0 | 6  | 4  | +2 |
| Portsmouth       | 6   | 3 | 1 | 1  | 1  | 0 | 8  | 3  | +5 |
| Crawley Town     | 5   | 3 | 1 | 1  | 0  | 1 | 9  | 7  | +2 |
| Aston Villa U-21 | 0   | 3 | 0 | 0  | 0  | 3 | 3  | 12 | -9 |

Gruppo C
| Squadra         | Pti | G | V | NV | NP | P | GF | GS | DR |
| --------------- | --- | - | - | -- | -- | - | -- | -- | -- |
| MK Dons         | 6   | 3 | 2 | 0  | 0  | 1 | 5  | 2  | +3 |
| Cheltenham Town | 6   | 3 | 2 | 0  | 0  | 1 | 5  | 4  | +1 |
| West Ham U-21   | 6   | 3 | 2 | 0  | 0  | 1 | 3  | 3  | 0  |
| Walsall         | 0   | 3 | 0 | 0  | 0  | 3 | 1  | 5  | -4 |

Gruppo D
| Squadra          | Pti | G | V | NV | NP | P | GF | GS | DR |
| ---------------- | --- | - | - | -- | -- | - | -- | -- | -- |
| Stevenage        | 9   | 3 | 3 | 0  | 0  | 0 | 6  | 1  | +5 |
| Peterborough Utd | 4   | 3 | 1 | 0  | 1  | 1 | 5  | 3  | +2 |
| Wycombe          | 4   | 3 | 0 | 2  | 0  | 1 | 1  | 4  | -3 |
| Tottenham U-21   | 1   | 3 | 0 | 0  | 1  | 2 | 0  | 4  | -4 |

Gruppo E
| Squadra             | Pti | G | V | NV | NP | P | GF | GS | DR |
| ------------------- | --- | - | - | -- | -- | - | -- | -- | -- |
| Plymouth            | 8   | 3 | 2 | 1  | 0  | 0 | 5  | 2  | +3 |
| Bristol Rovers      | 7   | 3 | 2 | 0  | 1  | 0 | 6  | 1  | +5 |
| Crystal Palace U-21 | 3   | 3 | 1 | 0  | 0  | 2 | 2  | 3  | -1 |
| Swindon Town        | 0   | 3 | 0 | 0  | 0  | 3 | 1  | 8  | -7 |

Gruppo F
| Squadra          | Pti | G | V | NV | NP | P | GF | GS | DR |
| ---------------- | --- | - | - | -- | -- | - | -- | -- | -- |
| Forest Green     | 9   | 3 | 3 | 0  | 0  | 0 | 9  | 3  | +6 |
| Newport County   | 6   | 3 | 2 | 0  | 0  | 1 | 5  | 4  | +1 |
| Exeter City      | 3   | 3 | 1 | 0  | 0  | 2 | 4  | 7  | -3 |
| Southampton U-21 | 0   | 3 | 0 | 0  | 0  | 3 | 3  | 7  | -4 |

Gruppo G
| Squadra       | Pti | G | V | NV | NP | P | GF | GS | DR |
| ------------- | --- | - | - | -- | -- | - | -- | -- | -- |
| Chelsea U-21  | 6   | 3 | 2 | 0  | 0  | 1 | 5  | 4  | +1 |
| Sutton Utd    | 6   | 3 | 2 | 0  | 0  | 1 | 4  | 3  | +1 |
| Oxford Utd    | 3   | 3 | 1 | 0  | 0  | 2 | 6  | 4  | +2 |
| Leyton Orient | 3   | 3 | 1 | 0  | 0  | 2 | 5  | 9  | -4 |

Gruppo H
| Squadra          | Pti | G | V | NV | NP | P | GF | GS | DR  |
| ---------------- | --- | - | - | -- | -- | - | -- | -- | --- |
| Ipswich Town     | 6   | 3 | 2 | 0  | 0  | 1 | 8  | 1  | +7  |
| Arsenal U-21     | 6   | 3 | 2 | 0  | 0  | 1 | 5  | 3  | +2  |
| Cambridge Utd    | 6   | 3 | 2 | 0  | 0  | 1 | 3  | 2  | +1  |
| Northampton Town | 0   | 3 | 0 | 0  | 0  | 3 | 1  | 11 | -10 |

## Fase a eliminazione diretta

### Secondo turno

#### Sezione nord
| Squadra 1          | Risultato       | Squadra 2              |
| ------------------ | --------------- | ---------------------- |
| 22 novembre 2022   |                 |                        |
| Burton Albion      | 1 - 1 (5-4 dtr) | Tranmere               |
| Lincoln City       | 1 - 1 (4-3 dtr) | Morecambe              |
| Wolverhampton U-21 | 0 - 0 (1-4 dtr) | Manchester United U-21 |
| Grimsby Town       | 0 - 1           | Accrington Stanley     |
| Salford City       | 1 - 0           | Bradford City          |
| Bolton             | 3 - 2           | Barrow                 |
| 23 novembre 2022   |                 |                        |
| Port Vale          | 2 - 1           | Barnsley               |
| 30 novembre 2022   |                 |                        |
| Everton U-21       | 2 - 1           | Mansfield Town         |

#### Sezione sud
| Squadra 1        | Risultato       | Squadra 2       |
| ---------------- | --------------- | --------------- |
| 22 novembre 2022 |                 |                 |
| Forest Green     | 1 - 1 (3-4 dtr) | Cheltenham Town |
| MK Dons          | 3 - 1           | Newport County  |
| Plymouth         | 3 - 2           | Charlton        |
| Stevenage        | 3 - 2           | Arsenal U-21    |
| Peterborough Utd | 2 - 4           | Chelsea U-21    |
| AFC Wimbledon    | 1 - 0           | Sutton Utd      |
| Ipswich Town     | 0 - 2           | Portsmouth      |
| 23 novembre 2022 |                 |                 |
| Colchester Utd   | 1 - 2           | Bristol Rovers  |

### Terzo turno

#### Sezione nord
| Squadra 1        | Risultato | Squadra 2              |
| ---------------- | --------- | ---------------------- |
| 13 dicembre 2022 |           |                        |
| Burton Albion    | 2 - 4     | Accrington Stanley     |
| Lincoln City     | 4 - 2     | Everton U-21           |
| Bolton           | 4 - 0     | Manchester United U-21 |
| 20 dicembre 2022 |           |                        |
| Salford City     | 1 - 0     | Port Vale              |

#### Sezione sud
| Squadra 1        | Risultato       | Squadra 2     |
| ---------------- | --------------- | ------------- |
| 13 dicembre 2022 |                 |               |
| Cheltenham Town  | 4 - 0           | Chelsea U-21  |
| Portsmouth       | 3 - 0           | Stevenage     |
| Bristol Rovers   | 4 - 1           | MK Dons       |
| 21 dicembre 2022 |                 |               |
| Plymouth         | 3 - 3 (4-3 dtr) | AFC Wimbledon |

### Quarti di finale
Il sorteggio per i quarti di finale si è tenuto il 15 dicembre 2022, con le squadre non più separate geograficamente nel sorteggio. Le partite sono in programma per la settimana che inizia il 9 gennaio 2023.
| Squadra 1       | Risultato       | Squadra 2          |
| --------------- | --------------- | ------------------ |
| 10 gennaio 2023 |                 |                    |
| Lincoln City    | 2 - 2 (1-3 dtr) | Accrington Stanley |
| Bolton          | 1 - 0           | Portsmouth         |
| Bristol Rovers  | 0 - 2           | Plymouth           |
| Cheltenham Town | 3 - 1           | Salford City       |

### Semifinali
Il sorteggio per le semifinali si è tenuto il 14 gennaio 2023
| Squadra 1          | Risultato       | Squadra 2       |
| ------------------ | --------------- | --------------- |
| 21 febbraio 2023   |                 |                 |
| Plymouth           | 1 - 1 (3-2 dtr) | Cheltenham Town |
| 22 febbraio 2023   |                 |                 |
| Accrington Stanley | 0 - 2           | Bolton          |

### Finale
| Londra 2 aprile 2023, ore 15:00 GMT | Plymouth | 0 – 4 | Bolton | Wembley Stadium |